# Ali Michael
Alexandra Nicole Michael (Colleyville, Texas; 15 de mayo de 1990) más conocida como Ali Michael, es una modelo estadounidense.

## Primeros años
Michael se crio en Colleyville, Texas. Su carrera dio inicio después de ser ganadora del concurso Fashion!Dallas/Búsqueda de modelos de Kim Dawson a la edad de 15. Ya graduada en Grapevine High School en mayo de 2008 poco después; se mudó a Nueva York para continuar en su carrera de modelaje.

## Carrera
En 2006, Michael firmó contrato con DNA Models y apareció en un editorial italiano de Elle. En febrero de 2007, hizo su debut en una pasarela de otoño de Nueva York, donde abrió para Phillip Lim y Alice Roi. Ella caminó para Marc by Marc Jacobs show en Londres, así como para Lanvin show en París en marzo. Durante el resto de 2007, hizo apariciones en diversas revistas como W, Revue de Modes, Harper's Bazaar y Teen Vogue. En octubre, caminó en las pasarelas de París para Chanel, Christian Dior, Karl Lagerfeld y Lanvin
En febrero del 2008, fue enviada a cada desde París durante la semana de moda después de que le dijeran que "tenía las piernas demasiado gordas". tal parecía que Michael había ganado cinco libras después de luchar contra un trastorno alimenticio que la hizo pesar 106 lb a 5'9". En ese entonces ella era el centro del artículo "¿No se suponía que la flaca estaba fuera de moda?" en The Wall Street Journal el 28 de febrero de 2008.
En mayo de 2008, apareció en el The Today Show, acompañada por Amy Astler; jefe editora de la revista Teen Vogue, y habló sobre la creciente presión para ser delgada como modelo. Ella dijo que "no había tenido [su] período en más de un año" y que había recibido una atención de emergencia en un vuelo, cuando, dijo que; "Pasé mis dedos por el cabello y cuando me quité la mano había un mechón de cabello seco y quebradizo en mi mano". Michael comenzó a ver a un nutricionista para tratar su peso y problemas de alimentación, incluida la bulimia nerviosa. Con respecto a su entrevista en el Today Show acerca de su pérdida de peso, Michael dijo, en la edición de febrero de 2009 para Teen Vogue: "Muchas chicas se me acercaron para decirme 'gracias' y eso me hace sentir bien". También dijo que no estaba sola en sus problemas de peso, y que muchas modelos sufren de hambre. Posteriormente, Ali regresó a Texas para completar su educación.
Después de su salida anticipada de París después de solo un espectáculo, regresó en septiembre de 2008 para la Semana de la Moda de primavera en Londres, Milán y París. Hizo apariciones en las pasarelas de Lacoste, ADAM, Matthew Williamson, Marc Jacobs, Max Azria, Phillip Lim, Doo.Ri, Paul Smith, Luella Bartley, Louise Goldin, Aquascutum, House of Holland, Burberry Prorsum, Iceberg, Fendi, Bruno Pieters, Christian Dior, Balenciaga, Sonia Rykiel, Karl Lagerfeld, Akris, Celine y John Galliano. Además de su exitoso regreso, Ali continuó su contrato con SportMax y comenzó un nuevo contrato de fragancias con Lanne's Jeanne Lanvin. También se convirtió en la cara de la nueva campaña de Anna Sui, Lord & Taylor, Gianfranco Ferre y Coach, Inc.
Omitiendo la Semana de la Moda en Nueva York, Londres, Milán y París en 2009, Michael regresó en septiembre para la Semana de la Moda de primavera en Nueva York, Londres y París, caminando en las pasarelas para Phillip Lim, Burberry, Sonia Rykiel, Emanuel Ungaro y Yohji Yamamoto.
En julio de 2016, Ali fue elegida Playmate del Mes para la revista de Playboy siendo fotografiada por Jason Lee Parry. en noviembre de ese mismo año, apareció en el video musical de la banda The xx; On Hold.

## Vida personal
Después de ser suspendida de la Semana de la Moda en febrero de 2008, Michael apareció en Today y habló abiertamente sobre su lucha contra la bulimia nerviosa y la anorexia nerviosa.